# Kalash
I Kalasha o Kalash sono un'antica e particolare popolazione del Pakistan radicalmente diversa, sia nella cultura sia nella religione, dalle altre popolazioni del Paese. I componenti di questa popolazione - di cui molti dalla pelle ambrata e dagli occhi chiari - risiedono nel distretto settentrionale del Chitral, nelle tre piccole valli di Birir, Rumbur e Bumburet.

## Origini genetiche
Sebbene anche nei ritrovamenti archeologici e negli studi antropologici l'origine di questa etnia rimanga misteriosa, recenti analisi dei DNA hanno accertato la loro parentela genetica con gli europei, entrambi correlati ai pastori delle steppe occidentali e alla cultura di Jamna. Sono del tutto infondate le leggende, di origine recente, secondo cui i Kalasha sarebbero di origine macedone, discendenti di soldati di Alessandro Magno, che avrebbe donato al suo generale Shalak Shah la valle del Chitral.
L'analisi genetica sul cromosoma Y del DNA (Y-DNA) di individui kalasha eseguita da Firasat et al. (2007) mostra alte e diverse frequenze di questi aplogruppi Y-DNA: L3A (22,7%), H1 * (20,5%), R1a (18,2%), G (18,2%), J2 (9,1%), R* (6,8%), R1* (2,3%), e L* (2,3%).
L'analisi genetica del DNA mitocondriale (mtDNA) di Quintana-Murci et al. (2004) ha concluso che "la presenza eurasiatica occidentale nella popolazione Kalasha raggiunge una frequenza del 100%" con i seguenti aplogruppi mtDNA più diffusi: U4 (34%), R0 (23%), U2e (16%) e J2 (9 %). Lo studio ha affermato che nessuna componente dell'Asia orientale o meridionale è stata rilevata e che la popolazione kalasha è composta da linee eurasiatiche occidentali (dato che i lignaggi associati sono rari o assenti nelle popolazioni circostanti). Gli autori hanno concluso che un'origine eurasiatica occidentale per i Kalasha sia molto probabile, a causa delle loro linee materne.
In uno studio condotto da Rosenberg et al. (2006) vennero eseguiti test genetici sulla popolazione kalasha, giungendo alla conclusione che essi sono una popolazione distinta (e forse aborigena) con solo contributi minori da parte di popoli esterni. In un'analisi a gruppi con K = 7, i Kalasha formarono un gruppo a parte, così come gli asiatici meridionali e le classiche cinque razze continentali (caucasoidi, negroidi, mongoloidi, melanesiani e nativi americani).
Uno studio condotto da Li et al. (2008), i genetisti utilizzarono più di 650.000 campioni di polimorfismi a singolo nucleotide (SNP) dalla Human Genome Diversity Panel, trovando lignaggi radicati che possono essere distinti in Kalasha. I risultati hanno mostrato il loro raggruppamento all'interno delle popolazioni dell'Asia centro-meridionale a K = 7. Lo studio ha anche dimostrato come i Kalasha siano un gruppo separato persino dalle popolazioni europee.
Nessuno studio genetico, tuttavia, ha eseguito una comparazione sistematica fra i Kalasha e i numerosi gruppi linguistici circostanti, che parlano per lo più idiomi strettamente imparentati col Kalashamun, la lingua parlata dai Kalasha stessi.

## Religione

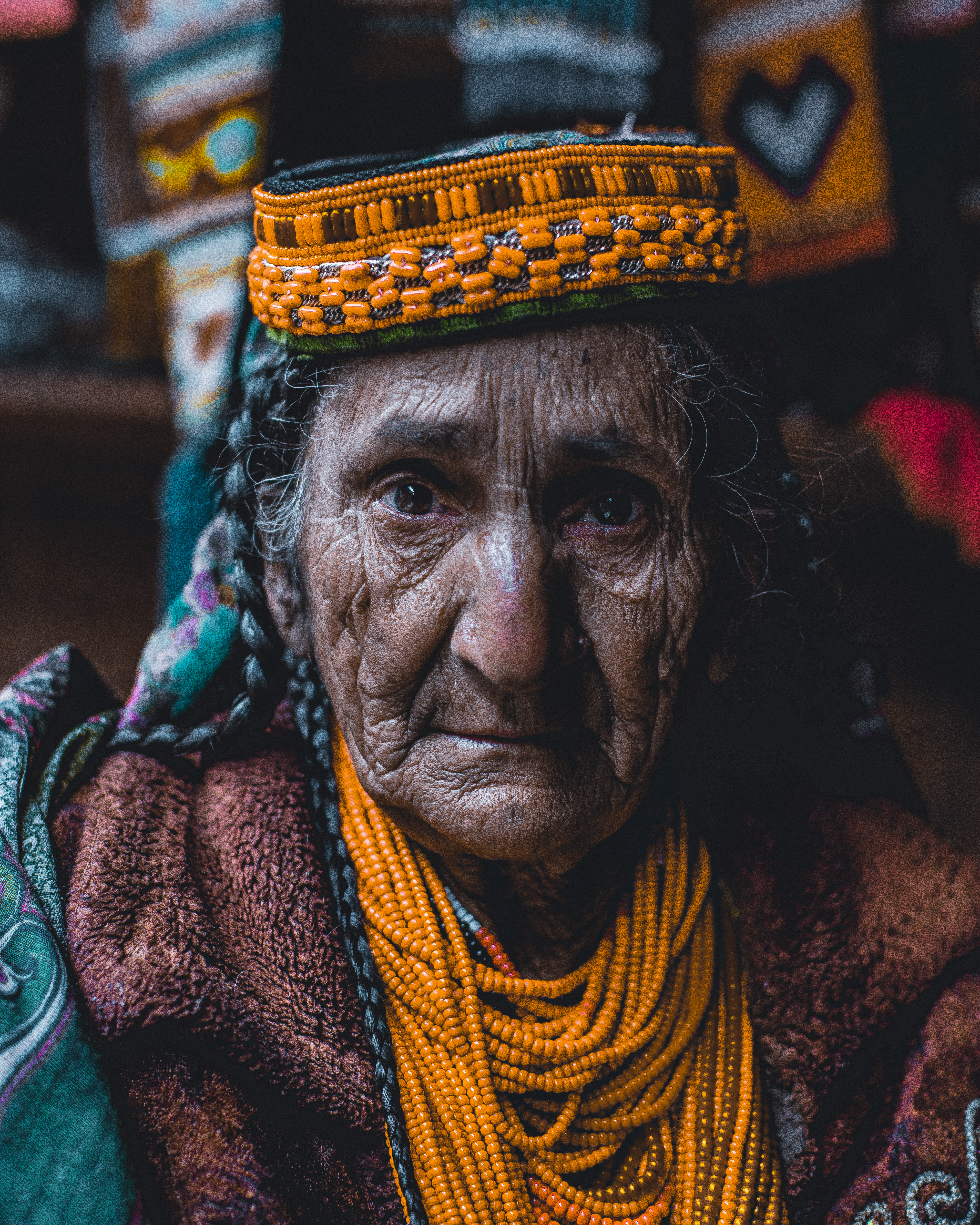
Una vecchia donna kalash in abiti tradizionali.

Tra le molte particolarità di questa etnia, vi è l'aver conservato una religione in parte di tipo pagano e politeista, con alcune peculiarità legate per esempio al vino. Fra settembre e ottobre infatti si svolge una festa che ricorda per certi versi le feste orgiastiche del mondo antico greco-romano. L'uva raccolta dalle viti viene pigiata solo da bimbi maschi e il vino ottenuto dalla fermentazione verrà bevuto al solstizio di inverno, detto Chaumos, durante giorni in cui è d'uso ubriacarsi per avvicinarsi alla divinità. Interessante notare come nel corso dell'anno la popolazione non consumi più vino, che assume quindi esclusivamente un significato rituale.
Un'altra peculiarità: nella loro religiosità il cavallo riveste una particolare importanza.
Tradizionalmente, i morti non venivano seppelliti ma lasciati in bare sopra terra nelle aree cimiteriali; a loro sono dedicate statue lignee. Le donne sono libere e non portano il chador.

## Lingua
La lingua kalasha è di grande interesse per i linguisti. Secondo molti, appartiene al sottogruppo dardico del gruppo indoiranico della famiglia indoeuropea. Possiede una fonologia alquanto atipica. Attualmente si contano circa 5000 parlanti.

## Storia

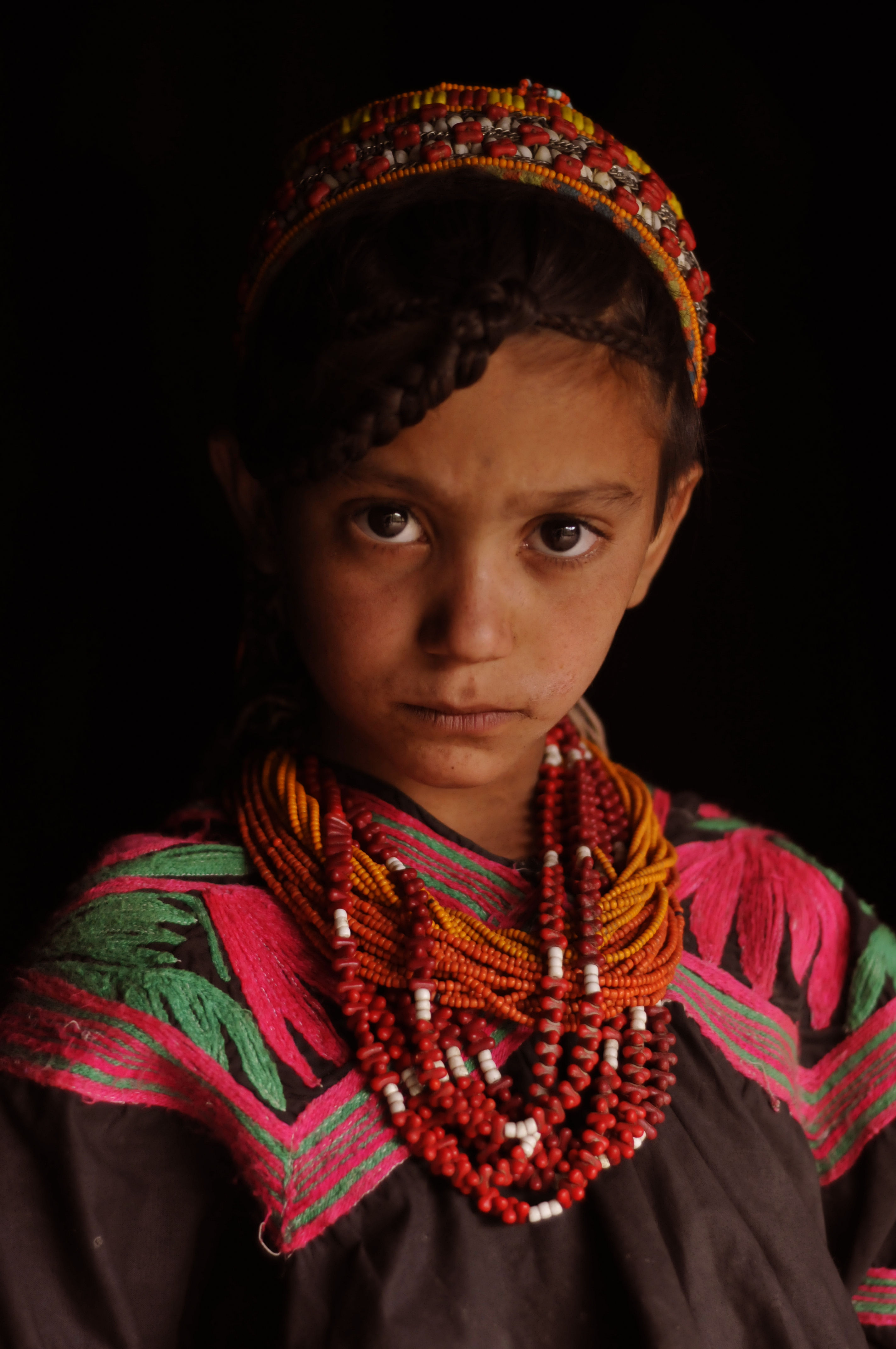
Bambina kalash

La loro religione così peculiare, diversa dalla dominante musulmana che la circonda da ogni parte, ha portato questi ultimi a chiamarli Kafiri, cioè infedeli (con una sfumatura dispregiativa). La separazione religiosa è molto netta.
Nel corso dei secoli, i musulmani hanno intrapreso diverse guerre contro i Kafiri e alla fine del grande scontro nel 1895-96, vi fu la forzata conversione delle adiacenti valli afghane già dette Kafiristan (terra infedele), che vennero rinominate Nuristan (terra di luce).
La conoscenza di quelle culture oggi scomparse è dovuta principalmente all'opera del colonnello inglese Robertson, che fu il primo europeo ad esplorare il loro territorio appena qualche anno prima della guerra di fine Ottocento. All'epoca la popolazione era di diverse decine di migliaia di individui.
L'isolamento era tale che pochissimi avevano assaggiato il tè, diffusissimo in tutto l'Afghanistan. Non esisteva poi in tutto il territorio del Nuristan alcuna strada sterrata e ci si spostava esclusivamente su piccoli sentieri spesso troppo ripidi e scoscesi anche per asini e cavalli e percorribili soltanto a piedi. 

## Condizione attuale

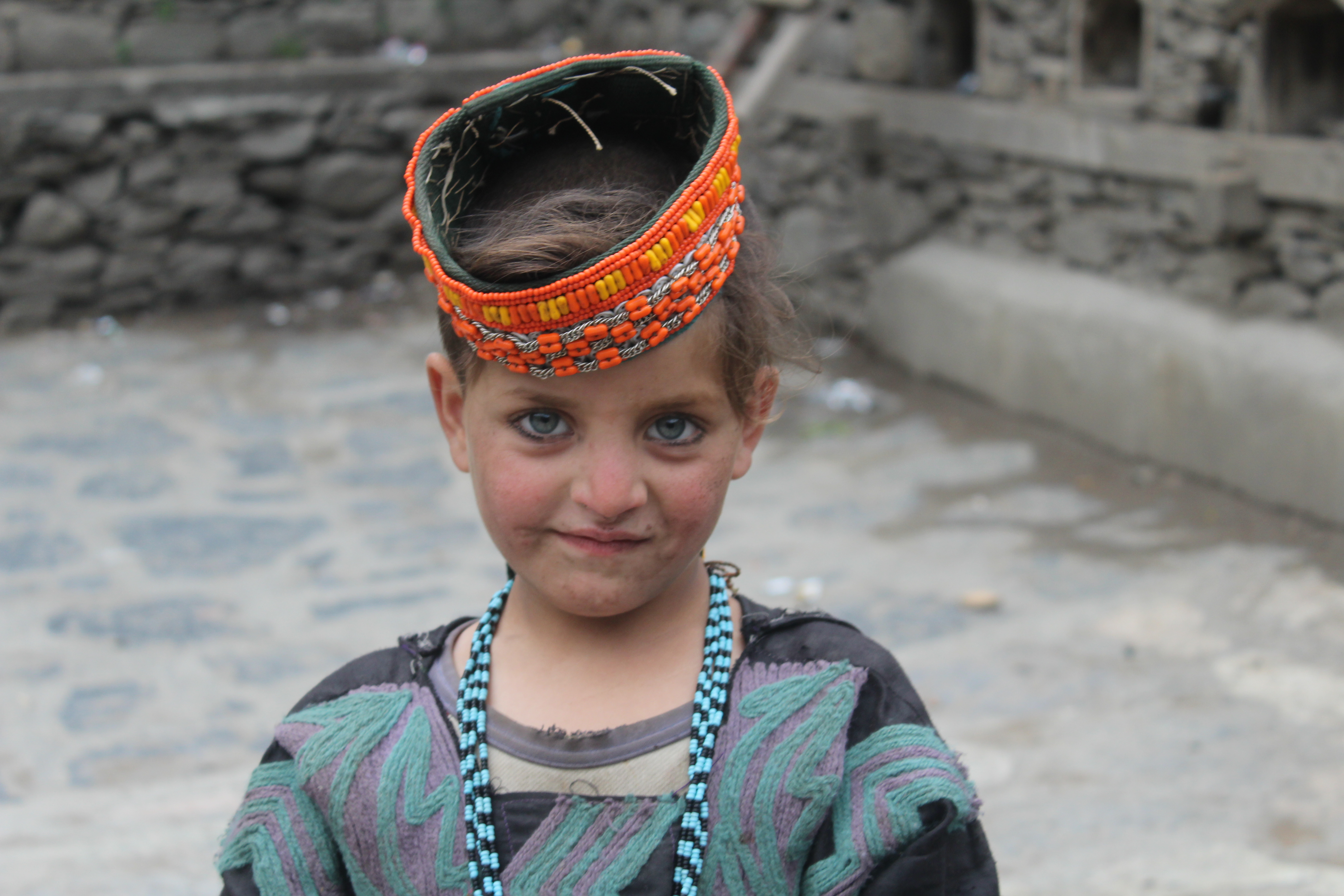
Giovane Kalash

L'economia è basata sulla agricoltura e pastorizia in un sistema economico che tradizionalmente ignorava la moneta. L'unità base era la capra: una mucca valeva, negli anni '70, circa quattro capre e una casa poteva costare sei mucche. Non esistevano comunque finalità commerciali: nulla era prodotto per la vendita e l'eventuale eccedenza di merci (la cosiddetta "ricchezza") non era fatto privato come nel resto del Pakistan e del mondo a economia capitalista: aveva uno scopo "sociale", veniva infatti ridistribuita fluidamente tra la popolazione secondo quanto stabilito dagli anziani; al donatore venivano forniti in cambio elementi di prestigio, come l'assegnazione di un posto privilegiato nelle riunioni o la possibilità di portare con sé determinate armi.
Eventuali controversie all'interno della comunità dovevano obbligatoriamente passare dal consiglio di anziani prima di passare ai tribunali statali.